# Майорщинська сільська рада
Майорщинська сільська рада — колишній орган місцевого самоврядування у Гребінківському районі Полтавської області з центром у селі Майорщина.

## Населені пункти
Сільраді були підпорядковані населені пункти:
- c. Майорщина
- с. Сліпорід-Іванівка